# Terry Fell
Terry Fell (Dora, 13 mei 1921 - Madison, 4 april 2007) was een Amerikaanse countrymuzikant.

## Jeugd
Terry Fell kreeg zijn eerste gitaar op 9-jarige leeftijd. Later leerde hij ook mandoline spelen en bezocht zanglessen. Op 13-jarige leeftijd overleed zijn vader en drie jaar later verhuisde Fell alleen naar Californië, waar hij enige tijd doorbracht in een kamp van het Civilian Conversation Corps. Nadat hij weer voor een korte periode in Alabama woonde, verhuisden Fell en zijn moeder definitief naar de Amerikaanse westkust. Daar begon hij in 1943 als bassist te spelen bij Merl Lindsay.

## Carrière
Fell startte een platencarrière rond 1945 als lid van Billy Hughes band. Fell was voor de eerste keer met Hughes op plaat te beluisteren  bij Fargo Records. Daarna begon hij als solist voor Cortney en 4 Star Records op te nemen. Ofschoon geen van zijn singles hits werden, zorgden ze er toch voor, dat Fell in 1954 door X Records, een sublabel van RCA Victor, werd gecontracteerd.
Reeds tijdens zijn eerste sessie voor RCA in Hollywood, nam hij de single op, die zijn grootste succes zou worden. Ofschoon de A-kant Don't Drop It de 4e plaats bereikte van de Hot Country Songs, was het uiteindelijk toch de B-kant Truck Driving Man, die in de loop van de jaren tot een klassieker van de trucker-countrymuziek uitgroeide. In 1976 bereikte de song met de versie van Red Steagall de hitlijst. Don't Drop It werd ook gecoverd door onder andere Wilbert Harrison en Jerry Lee Lewis.
Fell nam tijdens de volgende twee jaar verder op voor RCA, maar kon uiteindelijk niet aan zijn beginsucces evenaren. RCA verlengde zijn contract in 1956 derhalve niet meer en Fell nam tijdens de daaropvolgende jaren enkele platen op voor Crest Records en Lode Records, die echter geen succes werden. In 1959 vervulde Fell zijn militaire dienstplicht bij de US Army en werd gestationeerd in Duitsland. Samen met Elvis Presley, die in dezelfde periode G.I. was, schreef hij de song Mississippi River. De titel werd nooit uitgebracht, maar in 1996 voor 30.000 dollar geveild.
Naar aanleiding van gebrek aan succes en door gezondheidsklachten beëindigde Fell zijn carrière. Voor een korte periode was hij manager van de latere countryster Buck Owens en schreef hij in 1961 de hit You're The Reason van Bobby Edwards. Fell verhuisde in 1962 naar Nashville, waar hij als songwriter en voor meerdere uitgeverijen werkte, totdat hij met pensioen ging. In 1993 bracht Bear Family Records de cd Truck Driving Man uit met zijn verzamelwerken. Fell werd voor zijn prestaties in de muziek onderscheiden door de Alabama Music Hall of Fame.

## Overlijden
Terry Fell overleed in april 2007 op 85-jarige leeftijd.

## Discografie

### Singles
Fargo Records
- ####:	Paper Heart / You Don't Want Me Anymore (met The Red River Rangers)

4 Star Records
- 1947: Paper Heart / You Don't Want Me Anymore
- 1947: You Ran Around / I've Done All I Know To Do
- 1947: You Are My Sunshine / Will There Be a Light In Your Window
- 1947: Guess I'm Better Off Without You / Rainbow at Midnight
- 1948: There's a Gold Moon Shining / You're Not Wanted Here
- 1948: Napanee / Little by Little
- 1948: Snow Beard / Put Another In Heart
- 1950: Snow Dear / With Another In Your Heart

X Records
- 1954: Let's Stay Together Till After Christmas / We Wanna See Santa Do The Mambo
- 1954: Don't Drop It / Truck Driving Man
- 1955: You Don't Give a Hang About Me / Get Aboard My Wagon
- 1955: Mississippi River Shuffle / He's In Love with You
- 1955: I'm Hot To Trot / Fa-So-La

RCA Victor
- 1955: That's What I Like / I Nearly Go Crazy
- ####:	That's The Way The Big Ball Bounces / What Am I Worth?
- ####:	If I Didn't Have You / Over and Over
- ####:	Consolation Prize / What! Bam! Hot Ziggity Zam
- ####:	Don't Do It, Joe / I Can Hear You Cluckin'
- 1956: Play The Music Louder / Caveman

Lode Records
- 1958: Child Bride / Paper Kite

Crest Records
- 1960: Y'all Be Good Now / Who Whose

Sims Records
- 1964: If I Could Learn to Love You Less / Music City U.S.A.

RCA Victor
- ####:	I've Never Been Sober / ?

- Bibliothèque nationale de France: cb14839402p (data)
- International Standard Name Identifier: 0000 0000 0315 2131
- MusicBrainz: bfa39f6c-257e-4ae5-b5d6-df040fc67edc
- SNAC: w608638p
- Virtual International Authority File: 27333006